# Palacete de Frederika von Söhsten
O Palacete de Frederika von Söhsten é um casarão histórico localizado na cidade do Recife, capital do estado brasileiro de Pernambuco. Funciona atualmente como casa de recepções.

## História
O palacete de número 251 da Rua Benfica, no bairro da Madalena, foi morada de Frederika Christiana Elizabeth von Söhsten (Dona Souci), oriunda de uma família de usineiros de Pernambuco. Frederika era filha de Frederik von Söhsten, sócio-gerente e co-proprietário da Usina Pedrosa que exerceu o cargo de cônsul da Holanda, e de Dulce de Lima Cavalcanti, filha de Arthur de Siqueira Cavalcanti, também proprietário da Usina Pedrosa e fundador da Usina Caxangá, além de senhor dos engenhos Tapera e Caeté.
O casarão é um representante da fase neoclássica brasileira. Pertencia a um senhor de engenho que morava no número 15 numa localidade então conhecida como “Passagem da Madalena”, onde eram realizadas travessias feitas por balsas. Segundo registros do  livro genealógico da família Gomes Leal, a construção deste casarão foi no ano de 1860 por Marcelino Gonçalves da Fonte, com jardim e várias construções secundárias.
Depois o casarão foi vendido a Manuel Marques Amorim e em 1919, foi comprada por João Cardoso Ayres, pai do pintor Lula Cardoso Ayres, que usava como ateliê a ala tipo senzala do local, conservada até hoje. O palacete também foi moradia temporária do ex-governador de Pernambuco Carlos de Lima Cavalcante (1892/1967), e testemunhou o casamento de Dona Dulce de Lima Cavalcanti com Frederik von Söhsten. Por fim, em 1930, o casal Dona Dulce de Lima Cavalcanti e Frederick von Söhsten adquiriram a casa do proprietário João Cardoso Ayres Filho. Lá nasceu a filha única do casal Frederika Cavalcanti Von Söhsten .
Atualmente a propriedade pertence a uma casa de eventos.

## Estrutura
O terreno do palacete, considerando o casarão, jardim e demais construções existentes, compreende cerca de 6.890 m2, cercado por grades e portões de ferros voltados para a rua Benfica. O edifício principal possui 900,50 m² de área construída, e foi erguido no centro do terreno com jardins e caminhos laterais para veículos. Apresenta características de um sobrado isolado de quatro águas da fase colonial, porém não possui os beirais à mostra. O assentamento está sobre uma plataforma elevada em uma base maciça, dando-lhe uma elegância e imponência. Não apresenta porões e arcadas.
O gradeamento frontal é de ferro de fabricação inglesa, voltado para rua Benfica, mostrando-se os portões neogóticos. As grades estão assentadas sobre uma base de alvenaria e acabamento de pedra portuguesa. Destaca-se a exuberância das plantas do jardim, dando realce à edificação.
O conjunto arquitetônico oitocentista foi tombado pelo Iphan em 1987.